# Hoheluft-West
Hoheluft-West, Hamburg-Hoheluft-West – dzielnica miasta Hamburg w Niemczech, w okręgu administracyjnym Eimsbüttel. 
1 kwietnia 1938 na mocy ustawy o Wielkim Hamburgu włączony w granice miasta.